# Свербіжниця польова
{{#ifeq:0|0|{{#if:|{{#if:Knautiaarvensis|[[]}}|}}}}
Свербіжниця польова (Knautia arvensis, синонім — Scabiosa arvensis) — багаторічна трав'яниста рослина родини черсакових.

## Опис
Має багатоголове кореневище, що розвиває восени зимуючу розетку листків. Стебло борозенчасте, прямостояче, 20—70 см заввишки, просте або у верхній частині розгалужене, білувате від короткого запушення і, крім того, з довшими шорсткими волосками. Листки супротивні, ланцетні, шорстковолосисті; прикореневі й нижні стеблові листки черешкові, видовженоланцетні або перисто-надрізані, з більшою верхньою часткою, по краях зубчасті, верхні стеблові — непарноперистороздільні, з цілісними або зубчастими частками, короткочерешкові або сидячі, рідше листки цілісні. Квітки двостатеві, неправильні, в приплюснутопівкулястих головках, оточених обгорткою з ланцетних загострених, по краю війчастих листочків; чашечка складається з дрібних неоднакового розміру чашолистків, розташованих двома кільцями (при основі й на верхівці зав'язі); віночок лійкоподібний, 4-лопатевий (лопатевидовжено-яйцеподібні, до верхівки трохи звужені), у зовнішніх квіток у головці більший і більш неправильний. Плід — сім'янка. Цвіте з червня до вересня.

## Поширення

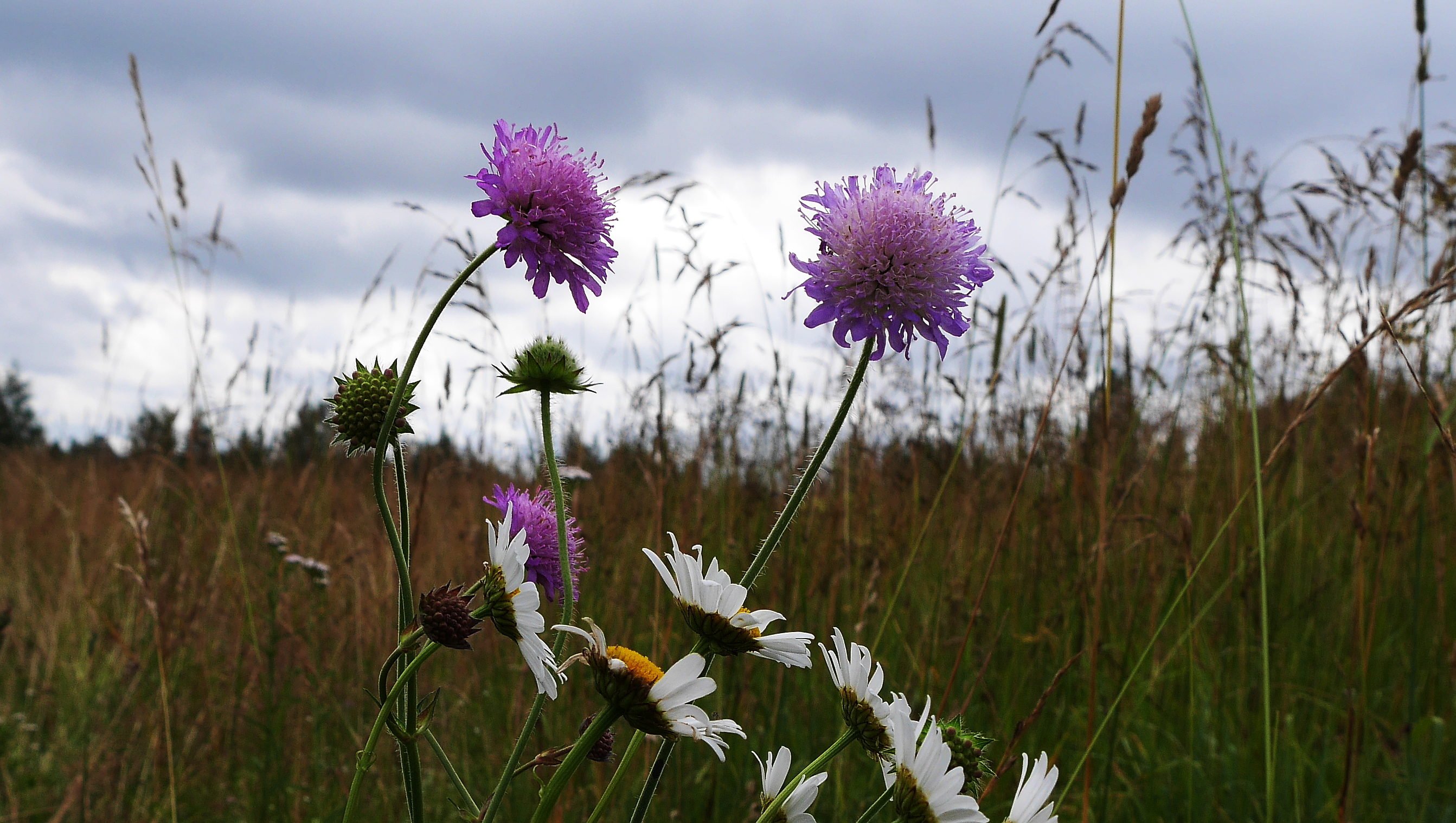
Свербіжниця польова (Білорусь).

Свербіжниця польова росте по всій території України, крім південних районів Херсонської області й північних районів АР Крим, на полях, луках і серед чагарників.

## Заготівля і зберігання
Для виготовлення ліків використовують траву свербіжниці (Herba Knautiae), яку заготовляють під час цвітіння рослини. Сушать під укриттям на вільному повітрі. Рослина неофіцинальна.

## Хімічний склад
Трава свербіжниці містить іридоїди, сапоніни, дубильні й гіркі речовини, каротин (у свіжому листі до 140 мг%) та цукри.

## Фармакологічні властивості і використання

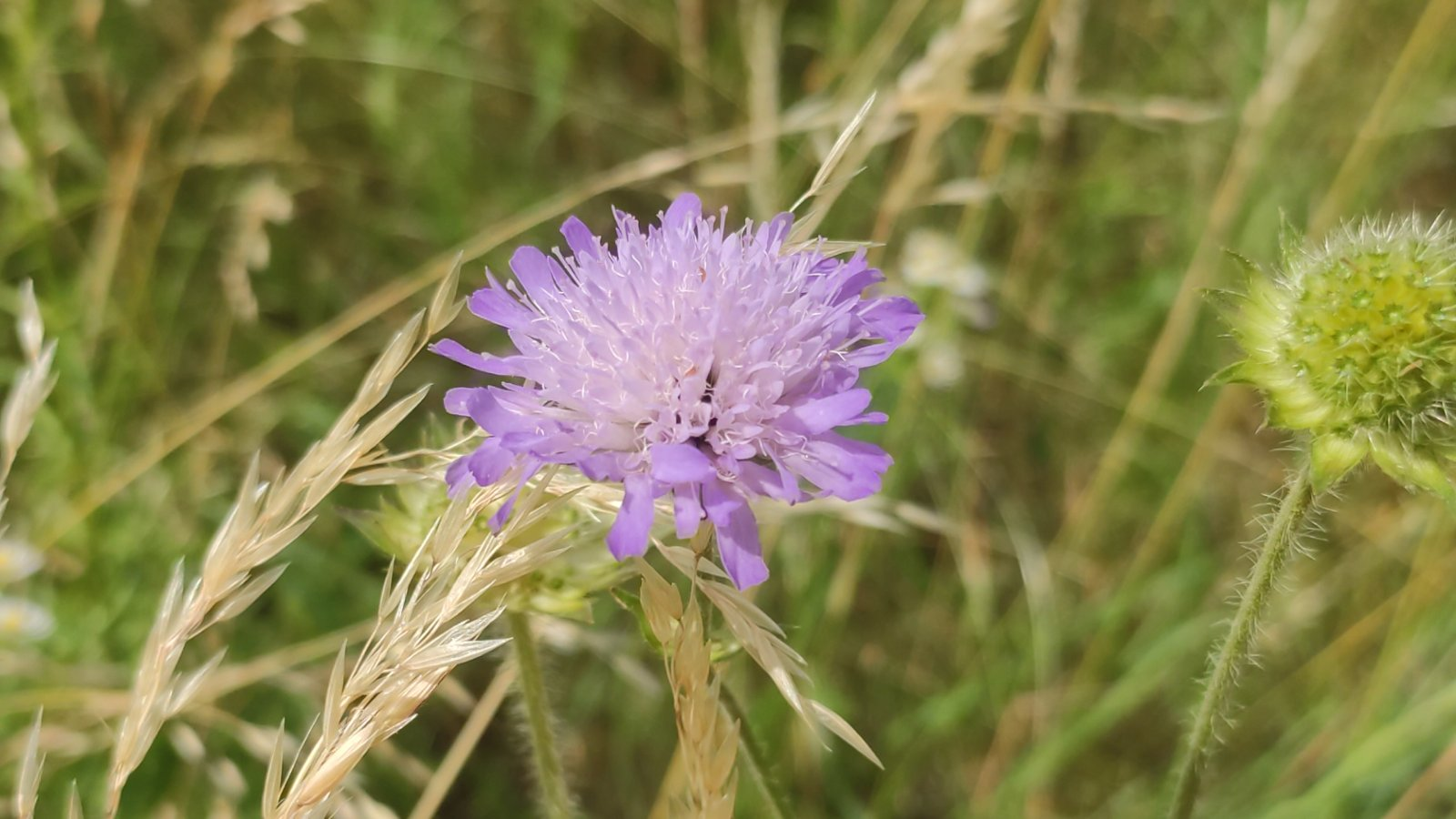
Свербіжниця польова

Настій трави свербіжниці сприяє виведенню з організму токсичних продуктів обміну (як тих, що утворюються під час нормальних метаболічних процесів, так і тих, що утворюються при хворобливих змінах у різних органах), виявляє відхаркувальну, антисептичну, протизапальну й дермотонічну дію. Його приймають усередину при кашлі, бронхіті, запаленні сечового міхура, у випадку хронічних, затяжних алергічних дерматитів, тріщин заднього проходу та як засіб, що усуває сверблячку. При зовнішньому застосуванні міцний настій свербіжниці вважається ефективним засобом при різних шкірних захворюваннях, зокрема при корості. Порошок трави свербіжниці виявляє інсектицидну дію й використовується для знищення бліх.